# Yusuf Soybaş
Yusuf Soybaş (* 24. April 1943 in Urla, Provinz Izmir) ist ein ehemaliger türkischer Generalleutnant der Gendarmerie (Jandarma).

## Leven
Soybaş begann nach dem Schulbesuch eine Offiziersausbildung an der Heeresakademie (Kara Harp Okulu), die er 1963 abschloss. Danach besuchte er zwischen 1962 und 1963 die Infanterieschule (Piyade Okulu) und fand zahlreiche Verwendungen als Offizier verschiedener Heereseinheiten. Nach dem Besuch der Stabsakademie des Heeres (Kara Harp Akademisi) 1983 folgten weitere Verwendungen als Offizier und Stabsoffizier im Heer sowie im Generalkommando der Gendarmerie wie zunächst von 1983 bis 1986 als stellvertretender Militärattaché an der Botschaft in Frankreich sowie zwischen 1986 und 1987 als Kommandeur des in Şırnak stationierten 119. Grenzschutzregiments. Er wurde 1987 in die Generaldirektion der Gendarmerie versetzt und fungierte zwischen 1988 und 1989 als Generalsekretär der Generaldirektion der Gendarmerie. 
Im Anschluss war Soybaş zwischen 1989 und 1991 Kommandeur der in Yüksekova stationierten 21. Grenzschutzbrigade der Gendarmerie und wurde in dieser Verwendung zum Brigadegeneral (Tuğgeneral) befördert, ehe er von 1991 bis 1992 Leiter der Abteilung Allgemeine Grundsatzplanung und Koordination im Generalkommando der Gendarmerie war. Im Anschluss war er von 1992 bis 1995 Leiter der Operationsabteilung im Generalkommando der Gendarmerie und wurde als solcher zum Generalmajor (Tümgeneral) befördert. Im Anschluss fungierte er zwischen 1995 und 1996 als stellvertretender Kommandeur der Gendarmerie für öffentliche Ordnung sowie von 1996 bis 1997 als Kommandeur der 21. Grenzschutzdivision und daraufhin zwischen 1997 und 1998 erneut als Leiter der Operationsabteilung im Generalkommando der Gendarmerie.
Am 24. August 1998 wurde Soybaş zum Generalleutnant (Korgeneral) befördert sowie zum Leiter der Inspektionsabteilung im Generalkommando der Gendarmerie ernannt. Zuletzt wurde er 2000 Chef des Stabes des Generalkommandos der Gendarmerie (Jandarma Genel Komutanlığı).
Aus seiner Ehe mit Öznur Soybaş gingen zwei Kinder hervor.

## Weblink
- Eintrag in Kim Kimdir? (Seitenaufruf am 24. Juni 2016)

| Personendaten    | Personendaten              |
| ---------------- | -------------------------- |
| NAME             | Soybaş, Yusuf              |
| KURZBESCHREIBUNG | türkischer Generalleutnant |
| GEBURTSDATUM     | 24. April 1943             |
| GEBURTSORT       | Urla, Provinz Izmir        |